# Williamsonia lintneri
Williamsonia lintneri е вид водно конче от семейство Corduliidae. Видът е уязвим и сериозно застрашен от изчезване.

## Разпространение
Разпространен е в САЩ (Кънектикът, Масачузетс, Мейн, Мичиган, Ню Джърси, Ню Йорк, Ню Хампшър, Род Айлънд и Уисконсин).